# Maldoddi, Raichur
Maldoddi là một làng thuộc tehsil Raichur, huyện Raichur, bang Karnataka, Ấn Độ.